# Chalid bin Muhsin Schaʿiri
Chalid bin Muhsin Schaʿiri (arabisch خالد بن محسن شاعري, DMG Ḫālid b. Muḥsin Šāʿirī, auch Khalid Bin Mohsen Shaari; * 28. Februar 1991) ist ein Mann aus Saudi-Arabien, der vor allem für sein Gewicht bekannt wurde. Im August 2013 hatte er nach Jon Brower Minnoch das mit 610 Kilogramm zweithöchste bei einem Menschen gemessene Gewicht. Damit hatte er einen BMI von 204, dem höchsten je bei einem Mann gemessenen Wert. Eman Ahmed Abd El Aty hatte mit 251,1 einen noch höheren BMI.
Auf Anweisung des saudischen Königs Abdullah ibn Abd al-Aziz wurde er am 19. August 2013 mit einem Gabelstapler von seinem Haus in Dschāzān abgeholt und dann in ein Krankenhaus von Riad transportiert. Mit Hilfe der Ärzte gelang es ihm dort, in ca. sechs Monaten 320 Kilogramm abzunehmen. 2016 wurde ein Video veröffentlicht, in dem Schaʿiri gehend gezeigt wird, allerdings mit einer Gehhilfe.